# جوزف هاشم الهاشم
الشيخ جوزف هاشم الهاشم (1937-)، سياسي وصحفي وشاعر ووزير لبناني أسبق.

## النشأة والدراسة
ولد في بلدة برجين في اقليم الخروب بقضاء الشوف عام 1937 في أسرة مارونية من الأعيان ترجع أصولها إلى بني هاشم من قبيلة قريش. اتم تعليمه الثانوي في مدرسة الحكمة في بيروت ثم التحق بمعهد الآداب الشرقية في معهد القديس يوسف حيث تحصل على إجازة في الآداب عام 1959.

## في حزب الكتائب
إلتحق الهاشم بحزب الكتائب منذ العام 1955 وشغل فيه عدة خطط من بينها أمانة سر المكتب السياسي ومديرية البيت المركزي ورئاسة إقليم الشوف (1970-1988) الذي كان في الواجهة الرئيسية خلال أحداث الحرب الأهلية اللبنانية. انشأ  وأدار بين 1976 و1988 إذاعة صوت لبنان الكتائبية كما ساهم في إدارة جريدة العمل، لسان حال الحزب، وكتب فيها في زاوية «على سن الرمح» و«نقطة حبر». انتخب عام 1984 عضوا في المكتب السياسي للحزب إلا أنه استقال وغادره عام 1988.

## في الوزارة
- عين في 4 سبتمبر 1984 وزيراً للبريد والمواصلات السلكية واللاسلكية ووزيراً للشؤون الاجتماعية ووزيراً للصحة العامة في حكومة رشيد كرامي في عهد أمين الجميّل.

- ثم بين 10 أغسطس 1987 و22 سبتمبر 1988 وزيراً للإسكان والتعاونيات ووزيراً للمالية في نفس الحكومة.

## الشاعر
رغم كونه مسيحيا، للهاشم شعر لافت في مدح علي بن أبي طالب حيث قال فيه:

## وصلات خارجية
- إلقاء جوزف الهاشم لاحدى قصائده في مدح علي اثناء مهرجان الغديـر في العراق